# Elydnus hirayamai
Elydnus hirayamai är en skalbaggsart som först beskrevs av Masaki Matsushita 1941.  Elydnus hirayamai ingår i släktet Elydnus och familjen långhorningar.
Artens utbredningsområde är Taiwan. Inga underarter finns listade i Catalogue of Life.